# 10 frimaire
10 brumaire 10 nivôse
Le décadi 10 frimaire, officiellement dénommé jour de la pioche, est le 70e jour de l'année du calendrier républicain.
C'était généralement le dernier jour du mois de novembre dans le calendrier grégorien.

## Événements
- An XIII : 1er décembre 1804
  - Décès à Paris de l’ingénieur Philippe Lebon[1]